# Thomas Murner

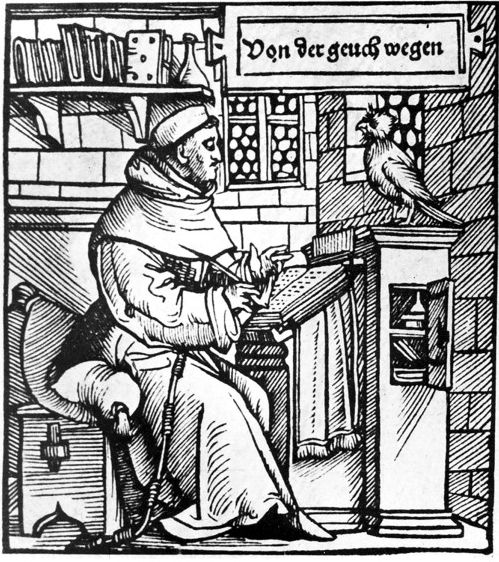
Thomas Murner, Chancelier de la Gäuchmatt. Ambrosius Holbein (1519)

Thomas Murner, né le 24 décembre 1475 et décédé en 1537 à Oberehnheim (aujourd'hui Obernai), est un grand théologien catholique et humaniste alsacien resté dans l'histoire pour ses œuvres satiriques mais aussi comme un polémiste de génie qui donna entre autres la réplique à Martin Luther dans Von dem grossen Lutherischen Narren (Du Grand fou luthérien, 1522) ou dans « Ob der König von England ein Lügner sei oder der Luther » (Le roi d'Angleterre est-il un menteur ou bien est-ce Luther ? 1522).
  

## Sa vie
Murner entre en 1490 dans l'ordre des Franciscains et est ordonné prêtre en 1497 tout en menant à partir de 1495 des études à Fribourg-en-Brisgau, Paris, Cracovie, Prague, Strasbourg et Bâle. En 1506 il devient docteur en théologie, en 1519 docteur en droit, c'est aussi l'année où il traduit pour la première fois en allemand les « Institutions » du droit romain.
En 1513 il devient Guardian de l'ordre franciscain à Strasbourg, en 1523 il répond à l'invitation d'Henri VIII et séjourne en Angleterre. Devant les progrès de la Réforme et les révoltes paysannes en Alsace, il doit quitter Strasbourg en 1525 pour devenir prêtre et prédicateur à Lucerne en 1526. Il devient le plus virulent porte-parole des catholiques et concentre sur sa personne les haines de ses adversaires qui lui reprochent son origine souabe et ses positions dans la dispute de Berne (portant sur la réalité de la présence du Christ dans l'Eucharistie), aussi doit-il fuir Lucerne lors de la première trêve des guerres de religion suisses, il rentre dans sa ville natale d´Oberehnheim où il exerce son activité de prêtre à partir de 1533.
S'inspirant dans ses œuvres satiriques des œuvres du prédicateur strasbourgeois Johann Geiler von Kaysersberg et de Sébastien Brant, Murner s'en prend sur un ton particulièrement mordant aux « folies » et aux tares de la société de son époque ainsi qu'à la Réforme, en particulier à Martin Luther. Son « Exorcisme des fous » (Narrenbeschwörung) et sa « Corporation des coquins » (Schelmenzunft) s'inscrivent dans la continuité de la « Nef aux fous » de Brant, allant jusqu'à en reprendre les illustrations, mais il se distingue également comme traducteur de Virgile (l'« Énéide ») et comme auteur d'ouvrages théologiques et didactiques qu'il rédige en latin et en allemand. Des observations comme maint fou ne peut plus éteindre le feu qu'il a allumé lui-même! ou dès qu'une poule a pondu un œuf, le seigneur en prend le jaune, sa noble dame le blanc, au paysan ne reste que la coquille! n'ont pas perdu de leur actualité.

## Ses œuvres

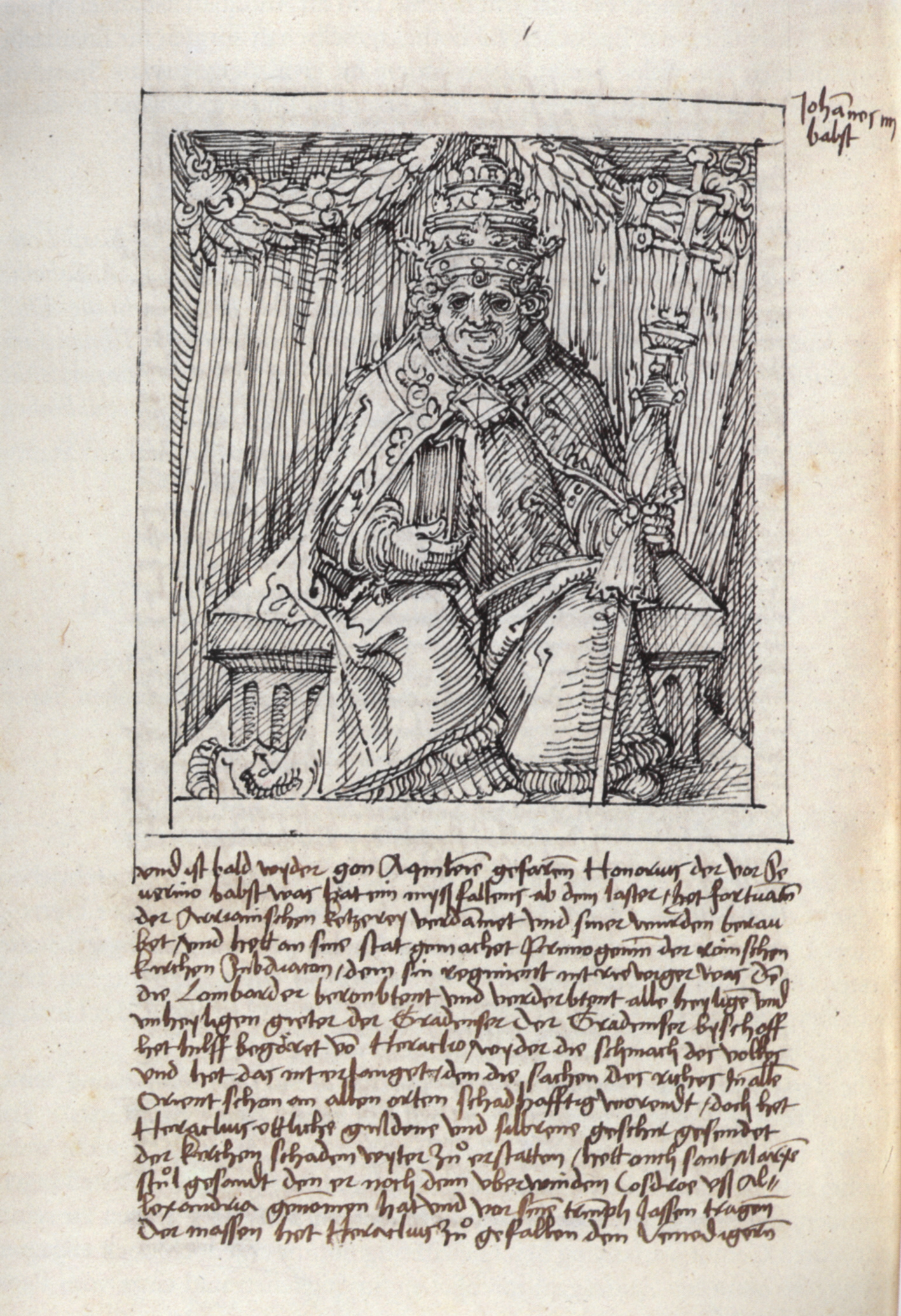
page manuscrite de la traduction par Murner de l'histoire du monde de Sabellicus (Badische Landesbibliothek Karlsruhe).

- Invectiva contra Astrologos, 1499
- Germania Nova, 1502
- Chartoludium logicæ, 1507
- Von den vier Ketzern, 1509
- Doktor Murner Narrenbeschwörung, 1512
- Der Schelmen Zunft, 1512
- Ein andächtig geistliche Badenfahrt 1514, 1515
- Die Mühle von Schwindelsheim, 1515
- Eine christliche und brüderliche Ermahnung, 1520
- An den großmächtigsten Adel deutscher Nation, 1520
- Von dem großen Lutherischen Narren, 1522
- Ob der König von England ein Lügner sei oder der Luther 1522
- Marcii Antonii Sabellici History von anbeschaffnere Welt, 1534/1535 (traduction de l'histoire du monde de Marcus Antonius Coccius Sabellicus)